# Prayagraj
Prayagraj (Hindi: प्रयागराज), conocida anteriormente como Allahabad es una población India en el sur del estado de Uttar Pradesh, en la confluencia de los ríos Ganges y Yamuna. Tiene una población de más de 4 900 000 habitantes. Es la sede administrativa del distrito de Prayagraj, el distrito más poblado del estado y el decimotercer distrito más poblado de la India, y la división de Prayagraj. Es la capital judicial de Uttar Pradesh y el Tribunal Superior de Allahabad es el órgano judicial más alto del estado.

## Toponimia
El nombre de Prayagraj es un sandhi de las palabras Pra (Sánscrito: प्र:), que significa 'primero' y Yag (Sánscrito: यज्ञ; yajña), que significa 'devoción, veneración u ofrenda'. Se cree que Brahma hizo el primer yajna en ese lugar. El Rigveda y algunos de los Puranas llaman el sitio como Prayag lo que le otorga un alto valor religioso en la India. La palabra Prayag también significa "Confluencia de ríos". Es en este lugar que los ríos Ganges, Yamuna y Sarasvati confluyen. 
Prayagraj (Sánscrito: Prayāgarāja), que significa "el rey entre los cinco  prayāgas ", se usa como un término de respeto para indicar que esta confluencia es la más espléndida de las cinco confluencias sagradas en la India.
El nombre alternativo, Allahabad, es un portmanteau de las palabras allah (Dios en árabe) y abad (ciudad en sánscrito). Fue registrado por primera vez en 1584, como una variación del nombre Ilahabas, durante el reinado de Shah Jahan.

## Historia
La ciudad actual está construida en el emplazamiento de la antigua ciudad santa de Praiag, y cada doce años acoge un importante festival hindú, el Kumbhamela.
A principios del siglo XX, entonces perteneciente al Imperio británico, la ciudad era célebre por su universidad, conocida como la Oxford del Este.
Allahabad es el lugar de nacimiento de Jawaharlal Nehru (1889-1964), primer ministro de la India desde la independencia (el 15 de agosto de 1947) hasta su muerte. La ciudad ha dado a la India más primeros ministros que cualquier otra del país.

## Geografía

### Paisaje urbano
La elevación de Prayagraj es de más de 90 m (295 pies) sobre el nivel del mar. La parte antigua de la ciudad, al sur de la estación de tren de Prayagraj Junction, está formada por vecindarios como Chowk, Johnstongunj, Dariyabad, Khuldabad y muchos más. En el norte de la estación de tren, la nueva ciudad consta de vecindarios como Lukergunj, Civil Lines, Georgetown, Tagoretown, Allahpur, Ashok Nagar, Mumfordgunj, Bharadwaj Puram y otros que son relativamente nuevos y fueron construidos durante el Raj británico. Civil Lines es el distrito financiero de la ciudad y es famoso por su entorno urbano, calles con trazado hipodámico y edificios de gran altura. Construido en 1857, fue el proyecto urbanístico más grande llevado a cabo en la India antes del establecimiento de Nueva Delhi. Monumentos famosos de la ciudad son el Museo de Prayagraj,  Puente nuevo de Yamuna, Universidad de Allahabad, Triveni Sangam, Catedral de Todos los Santos, Anand Bhavan, Alfred Park etc. La ciudad experimenta uno de los niveles más altos de contaminación del aire en todo el mundo. En la actualización de la Base de datos de contaminación del aire ambiental urbano global de la Organización Mundial de la Salud en el 2016, Prayagraj tenía la tercera concentración media más alta de material particulado ("PM2.5" (<2.5 μm diameter))  en el aire ambiente entre las 2972 ciudades analizadas (después de Zabol y Gwalior).

### Triveni Sangam y Ghats

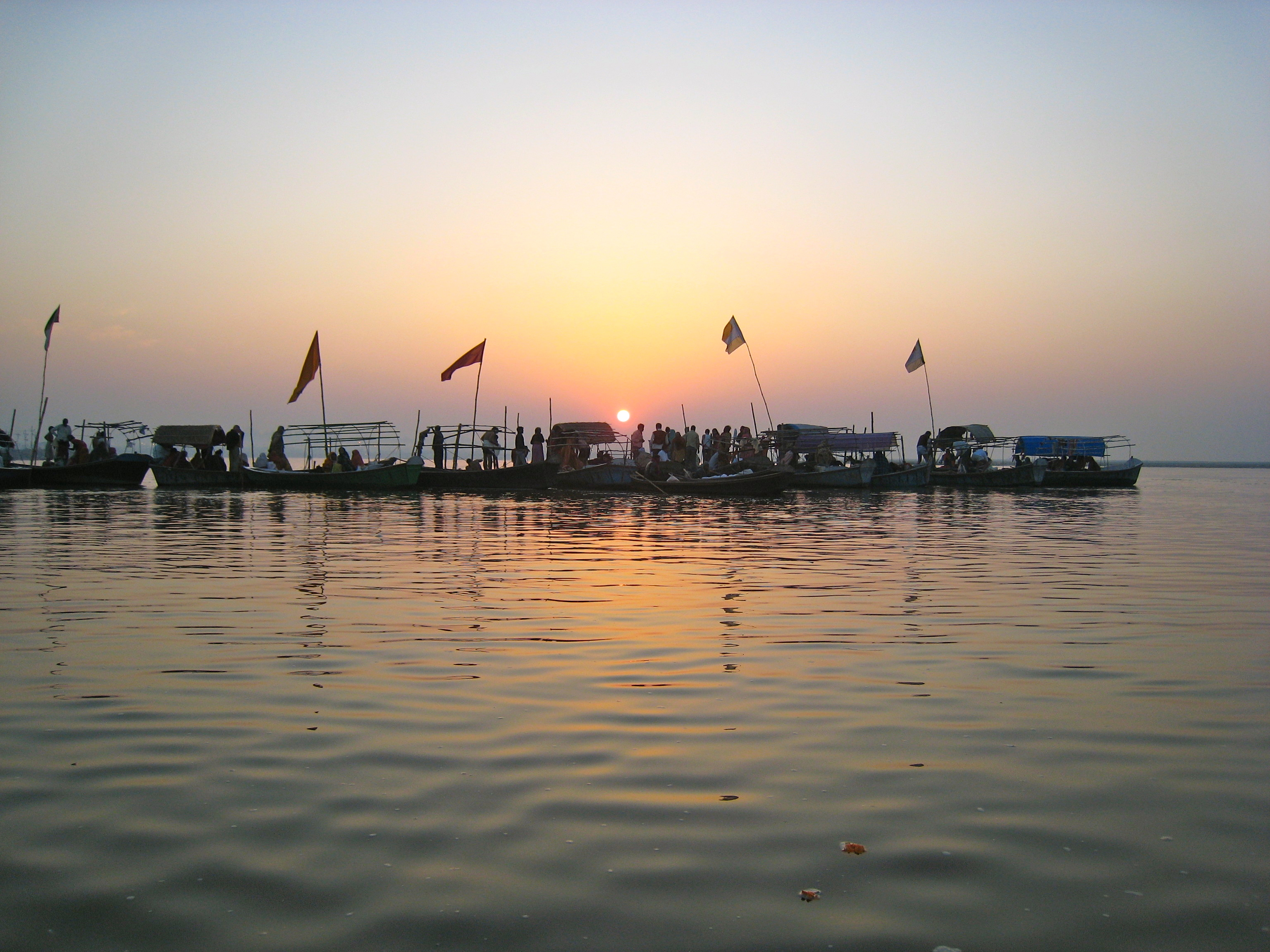
Peregrinos en el Triveni Sangam, la confluencia de los ríos Ganges y Yamuna en Prayagraj.

El Triveni Sangam de Prayagraj (lugar donde se unen tres ríos) es el lugar de encuentro del Ganges, el Yamuna y el invisible Río Saraswati, que según las leyendas hindúes, brota del subsuelo. Un lugar de importancia religiosa y el sitio del encuentro histórico de Prayag Kumbh Mela que se celebra cada 12 años, a lo largo de los años también ha sido el sitio de inmersión de cenizas de varios líderes nacionales, incluido Mahatma Gandhi en 1948.
El principal ghat en Prayagraj es el Ghat de Saraswati, a orillas del Yamuna. Tiene escaleras que descienden al agua verde del Yamuna por tres lados. Encima hay un parque que siempre está cubierto de césped verde. Posee instalaciones para pasear en bote y hay rutas para llegar al Triveni Sangam en barco. Aparte de este, hay más de 100 ghats en Prayagraj.

### Topografía

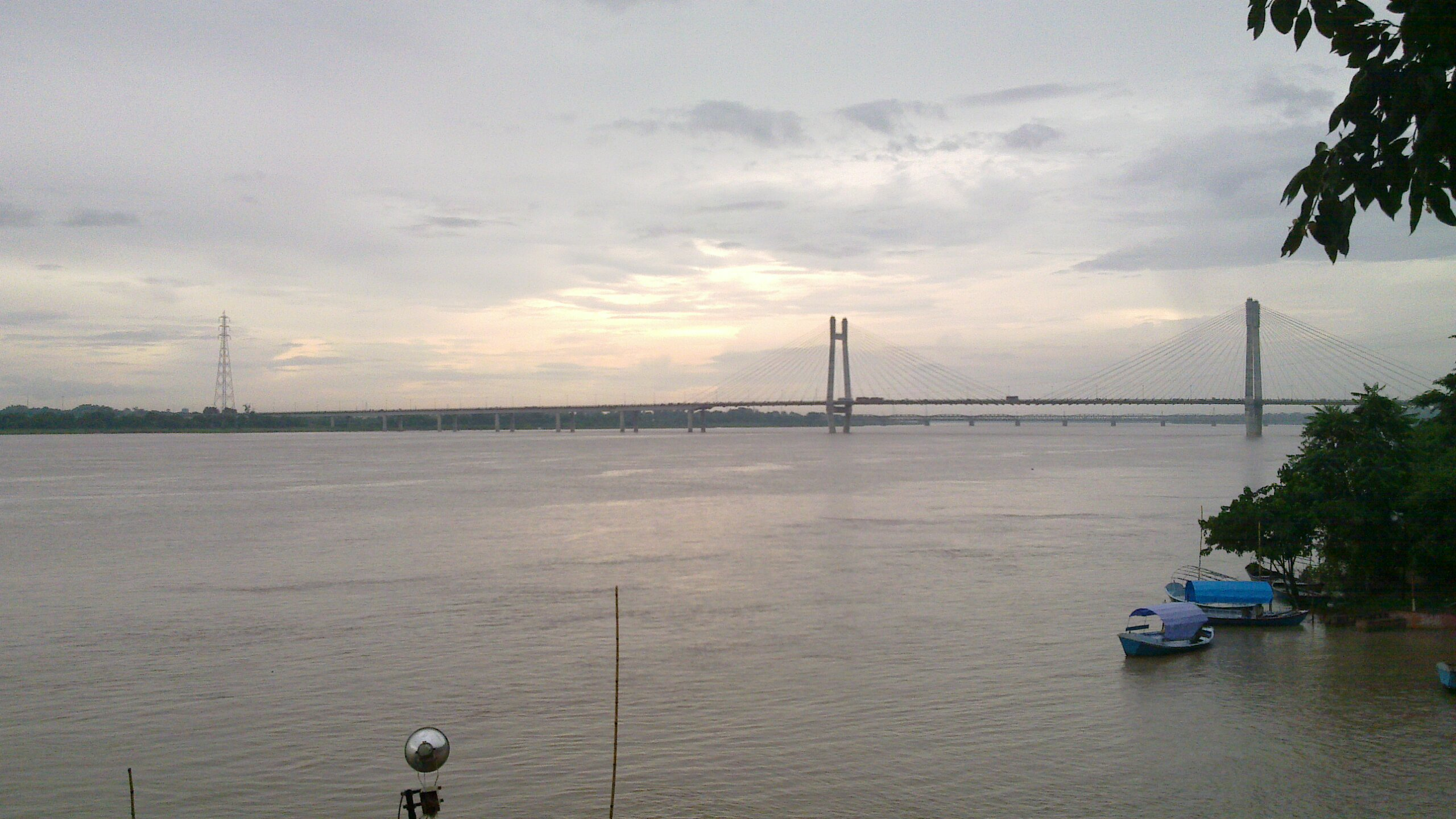
El Yamuna a su paso por Prayagraj durante la temporada de lluvias

Prayagraj está ubicada en la parte sur de Uttar Pradesh, en la confluencia del río Ganges con el Yamuna. Inicialmente, la región fue conocida en la antigüedad como Kuru, pero posteriormente sería denomida el país de los Vats. Limiata al suroeste con el Bundelkhand, al este y sureste con el Baghelkhand, al norte y noreste con el Awadh y al oeste está con el bajo doab (del cual Prayagraj forma parte). The city is divided by a railway line running east–west. Al sur de la vía férrea se encuentra el área de Old Chowk, y al norte el distrito financiero de arquitectura británica Civil Lines. Por ello, se considera que Prayagraj tiene una buena localización geográfica y cultural. Geográficamente la ciudad forma parte del Doab del Ganges-Yamuna (en la desembocadura del Yamuna), pero culturalmente es parte del oeste de la India.
El huso horario estándar de la India (25.15°N 82.58°E) se encuentra cerca de la ciudad. De acuerdo al reporte de Programa de las Naciones Unidas para el Desarrollo, Prayagraj se encuentra en una zona de vientos y ciclones de "bajo riesgo de daños". Al igual que el resto del doab, su suelo y agua son principalmente de origen aluvial. La ciudad de Pratapgarh se ubica al norte de Prayagraj, Bhadohi al este, Rewa al sur, Chitrakoot (antes Banda) al oeste, y Kaushambi (distrito de Kaushambi), que hasta hace poco era parte de Prayagraj, se localiza en el noroeste.